# Перревос, Христофор
Христофор Перревос (греч. Χριστόφορος Περραιβός; 1773, Пурлия, Пиерия, Центральная Македония — 4 мая 1863, Афины) — греческий революционер, военачальник, политик и писатель, участник Освободительной войны Греции 1821—1829 гг.

## Биография
Родился на северном склоне горы Олимп. В древности этот регион назывался Перревия, отсюда его псевдоним-фамилия, что закрепился за ним. Согласно историку Я. Кордатосу, Перревос был внебрачным ребёнком викария митрополии города Лариса Иеремии, который и взял на себя образование маленького Христофороса.
В 1793 закончил греческую школу в Бухаресте, в 1796 переехал в Вену, чтобы получить медицинское образование. Здесь он познакомился с Ригасом Ферреосом и с тех пор стал его последователем и товарищем. После того как вследствие предательства 17 декабря 1797 австрийцы раскрыли революционные планы Ригаса, Перревос был также арестован, но был выпущен на свободу, прикрытый заявлением Ригаса, что он был случайным знакомым. Ригас и его товарищи были выданы австрийцами туркам и казнены в Белграде.
Перревос переехал на Ионические острова и поступил на службу к французам. Во время египетского похода Наполеона, Али-паша Тепеленский решил завладеть бывшими венецианскими владениями и 12 октября 1798 встал перед городом Превеза на эпирском побережье, который защищал французский генерал ла Сальсетт и немногочисленный отряд греческих жителей во главе с Перревосом. После непродолжительного сопротивления французы сдались, однако отряд Перревоса не последовал их примеру и, гребя на шлюпках, выбрался на Ионические острова. После резни и грабежа города, который тогда насчитывал 16 тыс. душ, пленные французы были вынуждены научиться сдирать кожу с голов и наполнять их солью, после чего скальпы греков и французов были посланы на показ султану. Перревос прожил на острове Керкира много лет, вплоть до 1817 г. Здесь он написал «Историю Сули и Парги» («Ιστορία του Σουλίου και της Πάργας»), которую издал в Париже (1-й том) в 1803, а затем полный труд — в Венеции в 1815. Третье дополненное издание вышло много позже, в уже свободной Греции в 1857.

## Филики Этерия
Перревос выехал в Россию, где 13 марта 1817, в Москве, был посвящён в Этерию Антонисом Комизопулосом. Обращение этериста, но и авантюриста, Н. Галатиса к Иоанну Каподистрии послужило причиной ареста Перревоса и этериста из Фессалоники Д. Аргиропулоса. Приказ об аресте издал полицеймейстер Санкт-Петербурга, грек по национальности, И. С. Горголи. Но после допросов оба были отпущены на свободу, получив в качестве компенсации 100 рублей (Перревос) и 50 рублей (Аргиропулос). Галатис был выслан из России и впоследствии был ликвидирован этеристами за разглашение тайны Общества.
Перревос был избран «Апостолом Этерии» в Мани, куда он добрался через Италию и где добился значительных успехов в посвящении маниотов в Общество, подготовке восстания и в «примирении враждующих кланов» полуострова. 1 октября 1820, находясь в Бухаресте, Перревос принял участие в предреволюционной сходке в Бессарабии (Измаил), которую организовал Александр Ипсиланти, возглавивший Общество к тому времени.

## Греческая революция
С началом революции Перревос во главе эпирских повстанцев захватил крепость Риниаса возле Превезы и взял 24-25 июля 1821 город Парга на несколько дней. Однако, встретив не только сопротивление турок, но и демарши англичан, был вынужден оставить их 28 июля. В мае 1822 принимал участие в боях сулиотов, вернувшихся в свои горы и обороняющихся от 15-тысячной армии Хуршита-паши.
В 1822, когда Перревос вместе с сулиотами при посредничестве англичан выбрался на Ионические острова и находился в карантине в Аргостолионе (остров Кефалиния), комендант острова Напьер, имея на руках письмо британского наместника Метланда, пытался подкупить Перревоса для получения письменного заявления, что зачинщиком Греческой революции был (российский дипломат) Каподистрия. На это Перревос ответил, что не только не знает, кто зачинщик революции, но если бы и знал, ни за какое вознаграждение не стал бы предателем Отечества.
В 1823 Перревос в составе комитета трёх (Перевос, Анагностарас, Мурдзинос) возглавил военное министерство. Находясь на министерской должности, Перревос во главе отряда в 200 бойцов поспешил в Магнисию Фессалия, где 3 тыс. повстанцев, возглавляемых Басдекисом и Каратососом, противостояли 7-тысячному турецкому корпусу, которым командовал Решид-Мехмед-паша, и подоспевшему османскому флоту во главе с Хосреф-пашой.
9-14 июля 1824 во главе отряда 250 сулиотов Перревос принял участие в сражении при Амблиани, где 3 тыс. повстанцев одержали победу над 8 тысячами турок и албанцев.
8 августа 1826 в ходе сражения при Хайдари Г. Караискакис доверил Перревосу оборону самого слабого и ответственного бастиона, где Перревос, возглавляя отряд 260 греков Македонии, Фракии и Фессалии, отбил все атаки 8 тыс. турецких пехотинцев. Последовав за Караискакисом в поход в горную Среднюю Грецию, Перревос принял участие в победном сражении при Арахове в ноябре 1826. После гибели Караискакиса и прибытия в Грецию Каподистрии поход в Среднюю Грецию возглавил Д. К. Ипсиланти, и Перревос, последовав за ним, принял участие в последних боях войны.
Перревос был депутатом 3-го Национального конгресса в Трезене и 4-го конгресса в Аргосе.

## После освобождения
После создания Греческого королевства Перревос в звании полковника был зачислен в королевскую фалангу. 18 марта 1844 король Оттон присвоил ему звание генерал-майора.

## Работы
- Χριστόφορος Περραιβός. Απομνημονεύματα πολεμικά : διαφόρων μαχών συγκροτηθεισών μεταξύ Ελλήνων και Οθωμανών κατά τε το Σούλιον και Ανατολικήν Ελλάδα από του 1820 μέχρι του 1829 έτους / Συγγραφέντα παρά του Συνταγματάρχου Χριστοφόρου Περραιβού του εξ Ολύμπου της Θετταλίας και διηρημένα εις τόμους δύω. Εν Αθήναις: Εκ της Τυπογραφίας Ανδρέου Κορομηλά (1836). Дата обращения: 13 Αυγούστου 2009. Архивировано 14 мая 2012 года.
- Χριστόφορος Περραιβός. Σύντομος βιογραφία του αοιδίμου Pήγα Φεραίου του Θετταλού. Εν Αθήναις: Τύποις και αναλώμασι Π. Δ. Σακελλαρίου (1860). Дата обращения: 13 Αυγούστου 2009. Архивировано 14 мая 2012 года.
- Χριστόφορος Περραιβός. Ιστορία της Πάργας / Συγγραφείσα παρά Χριστοφόρου Περραιβού υποστρατήγου. Εκδίδοται επιστασία [[Κωνσταντίνος Ζησίου|Κ. Ζησίου]] καθηγητού. Εν Αθήναις: Τύποις και αναλώμασι Π. Δ. Σακελλαρίου (1889). Дата обращения: 13 Αυγούστου 2009. Архивировано 14 мая 2012 года.
- Χριστόφορος Περραιβός. Ιστορία του Σουλλίου / συγγραφείσα παρά Χριστοφόρου Περραιβού υποστρατήγου, εκδίδοται επιστασίαι Κ. Ζησίου καθηγητού. Εν Αθήναις: Τύποις και αναλώμασι Π. Δ. Σακελλαρίου (1889). Дата обращения: 13 Αυγούστου 2009. Архивировано 14 мая 2012 года.